# Маяк Великий
Маяк Великий — упразднённый в 1999 году населённый пункт в Мурманской области России. Входил на момент упразднения в ЗАТО город Полярный (с 2008 года — городской округ ЗАТО Александровск).

## География
Располагался на западном берегу Кольского залива, на мысе Великий, вблизи урочища Краснощелье , в 17 км к югу от Полярного.

## История
Существовал с 1940-х годов при маяке. В 1990-е опустел.
Снят с учёта 03 ноября 1999 года согласно Закону Мурманской области от 03 ноября 1999 года № 162-01-ЗМО «Об упразднении некоторых населенных пунктов Мурманской области».

## Инфраструктура
Маяк.

## Транспорт
Доступен был водным транспортом.